# Hok Sochivorn
Hok Sochivorn (23 settembre 1983) è un allenatore di calcio ed ex calciatore cambogiano, di ruolo attaccante.

## Carriera

### Nazionale
Ha collezionato 9 presenze nella Nazionale di calcio della Cambogia.